# Itá (Paraguay)
Itá is een stad en gemeente (in Paraguay un distrito genoemd) in het departement Central.
Itá telt 79.000 inwoners.

## Geboren in Itá
- Eligio Martínez (1955-2024), Paraguayaans-Boliviaans voetballer